# 陈士京
陈士京。字齐莫，号佛庄，浙江鄞县人，明末清初政治人物、诗人，南明大臣，擅长写长诗，参与郑成功的军事策划，是郑经之师。

## 生平
陈士京先世奉化县（今宁波市奉化区）人，姓朱。家族迁居鄞县后，改姓陈。
陈士京活跃在崇祯年间。崇祯末年，明王朝多灾多难，陈士京携带自己的治国策略浪迹天下，但没有遇到知音和赏识他的人。陈士京浪游天下，回到家乡之时，明王朝已经风雨飘摇大厦将倾，他郁郁寡欢，足不出户。
陈士京曾与张煌言、徐孚远、卢若腾、沈佺期、曹从龙六人一同组成“海外几社”，诗词唱和。
后来得到南明首辅大臣熊汝霖的赏识荐授，授予郎中的职位。与都督（《鄞县志》里作总兵）陈谦一同被派遣到闽中。陈谦命陈士京为军队的监军。后来不久陈谦被杀，陈士京只好乘船逃逸到海上。
郑芝龙久仰陈士京大名，命令其子郑成功与陈士京结交。郑芝龙打算投降清朝，郑成功不听从，陈士京称赞郑成功。
鲁王监国朱以海在闽安擢陈士京为兵科给事中，不就升迁为光禄寺卿，奉表粤中。在粤中加都御史衔，陈士京力辞，朱以海想要挽留他不成。朱以海到达舟山时，陈士京留守福建，与郑成功结盟，作为后方基地，作长远打算。郑成功一心想恢复明王朝，并以此为己任，对遗臣故老陈士京等人以礼相待，于是海上衣冠云集。
久而久之，陈士京看到海师没有进展，广东的情况日益不利，就自己一人在同安的鼓浪屿筑室隐居，题名“鹿石山房”，赋诗自遣。
郑成功率领水师攻入长江，请陈士京参预岛上留守事。陈士京染疾病逝世，享年六十五岁。当时朱以海在南澳，听到陈士京的消息震悼，亲自写祭文纪念他。 
清朝赐谥陈士京节愍。

## 代表著作
- 《四部丛刊》，明崇禎浙江省鄞县陈士京潄云楼刊本
- 《束书后诗》，陈士京撰，已佚[4]
- 《来诗复书》

## 遗迹
- 今福建厦门鼓浪屿陈士京墓，厦门市文物保护单位[1]